# Поєнберг
Поєнберг (нім. Poyenberg) — громада в Німеччині, розташована в землі Шлезвіг-Гольштейн. Входить до складу району Штайнбург. Складова частина об'єднання громад Келлінгузен.
Площа — 8,82 км2. Населення становить 388 ос. (станом на 31 грудня 2020).